# Hermann Hoth
Hermann Hoth (Neuruppin, 12 de Abril de 1885 - Goslar, 25 de Janeiro de 1971) foi um general alemão que combateu tanto na Primeira Guerra quanto na Segunda Guerra Mundial.

## Biografia
Ele foi um oficial cadete em 1904, e após Leutnant com o Regimento de Infantaria 72 no ano seguinte. Ele continuou a sua carreira militar após a Primeira Guerra Mundial (1914-18), chegando à patente de Oberst em 1 de Fevereiro de 1932. ele comandou o Regimento de Infantaria 17 antes de ser apontado comandante oficial da Fortaleza da Lübeck a após o Infanterie-Führer III.
Promovido a Generalmajor em 1 de Outubro de 1934 e comandante da 18ª Divisão de Infantaria (1 de Outubro de 1935). Promovido para Generalleutnant em 1 de Outubro de 1936, ele subiu para a patente de General der Infanterie em 1 de Novembro de 1938.
Em Setembro de 1939, ele comandou o XV Corpo de Exército (mot). Promovido para Generaloberst em 19 de Julho de 1940, ele foi o comandante do Pz.Gr. 3 (renomeado 3º Exército Panzer) e em seguida o 17º Exército (5 de Outubro de 1941). Ele assumiu o comando do 4º Exército Panzer, de 1 de Junho de 1942 até 30 de Novembro de 1943, data de sua exoneração.
Ele apareceu novamente no OKW Tribunal de Nuremberg onde foi sentenciado a 15 anos de prisão. Foi recluso na prisão de Landsberg. Hoth foi finalmente libertado em 8 de abril de 1954 e faleceu em Goslar em 25 de janeiro de 1971.

## Condecorações
Foi condecorado com a Cruz de Cavaleiro da Cruz de Ferro (27 de Outubro de 1939), com Folhas de Carvalho (17 de Julho de 1941, n° 25) e Espadas (15 de Setembro de 1943, n° 35).

## Publicações
- «Flugzeuge als Kampfmittel». Militär-wissenschaftliche Mitteilungen. 2 (7). 1922. OCLC 602538332
- Panzer-Operationen: Die Panzergruppe 3 u.d. operativ Gedanke d. dt. Führung. Sommer 1941 (em alemão). Heidelberg: Vowinckel. 1956. OCLC 73459162[2][3]
  - Tankovye operacii (em russo). Traduzido por M. N. Mel'nikova. Moscou: Voennoe Izd. Ministerstva oborony Sojuza SSR. 1961[2]
  - Panzer Operations: Germany's Panzer Group 3 During the Invasion of Russia, 1941 (em inglês). Traduzido por Linden Lyons. Havertown: Casemate Books. 2015. ISBN 978-1-61200-269-9[4]
  - 装甲作战 : 赫尔曼•霍特大将战争回忆录 (em chinês). Traduzido por Yuan Zhu. Beijing: Zhong guo chang an chu ban she. 2016. OCLC 1099444502
  - パンツァー・オペラツィオーネン : 第三装甲集団司令官「バルバロッサ」作戦回顧錄 / (em japonês). Traduzido por Ōki Takeshi. Tokyo: Sakuhinsha. 2017. OCLC 1099444502
- «Buchbesprechung zu Jacobsen, 'Fall Gelb'». Wehrkunde. 7 (2): 118–119. 1958[5]
- «Mansteins Operationsplan für den Westfeldzug 1940 und die Aufmarschanweisung des O.K.H. vom 27. Februar 1940». Wehrkunde. 7 (3): 127–130. 1958. ISSN 0043-213X[6]
- «Das Schicksal der französischen Panzerwaffe im 1. Teil des Westfeldzugs 1940». Wehrkunde. 7 (7): 367–377. 1958. ISSN 0043-213X[7]
- «Zu "Mansteins Operationsplan für den Westfeldzug 1940 und die Aufmarschanweisung des O.K.H. vom 27. Februar 1940"». Wehrkunde. 7 (8): 459. 1958[7]
- «Der Kampf von Panzerdivisionen in Kampfgruppen in Beispielen der Kriegsgeschichte». Wehrkunde. 8 (7): 567–584. 1959[7]
- «Die Verwendung von Panzern in der Verteidigung und die Neugliederung der deutschen NATO-Divisionen 1959». Wehrkunde. 8 (12). 1959[7]